# Mistrovství České republiky v atletice 2012
43. mistrovství České republiky v atletice 2012 se uskutečnilo ve dnech 16.–17. června 2012 ve Vyškově.

## Medailisté

### Muži
| Soutěž                                 | Zlato                                                                    | Stříbro                                                                | Bronz                                                                         |
| 100 m                                  | Lukáš Milo 10,39                                                         | Rostislav Šulc 10,40                                                   | Petr Szetei 10,57                                                             |
| 200 m                                  | Pavel Maslák 20,60                                                       | Vojtěch Šulc 20,82                                                     | Petr Szetei 21,01                                                             |
| 400 m                                  | Daniel Němeček 46,36                                                     | Jan Tesař 46,56                                                        | Petr Lichý 47,16                                                              |
| 800 m                                  | Miroslav Burian 1:52,06                                                  | Martin Čapek 1:52,39                                                   | Martin Hošek 1:52,65                                                          |
| 1500 m                                 | Lukáš Kourek 3:51,83                                                     | Roman Rudolecký 3:51,84                                                | Ondřej Klesnil 3:52,22                                                        |
| 5000 m                                 | Jan Kreisinger 14:28,41                                                  | Vít Pavlišta 14:43,35                                                  | Jiří Homoláč 14:45,60                                                         |
| 10 000 m Hradec Králové 5. 5.2012      | Milan Kocourek 29:33,56                                                  | Ondřej Fejfar 30:35,85                                                 | Jakub Bajza 30:44,80                                                          |
| 110 m př.                              | Petr Peňáz 13,87                                                         | Václav Sedlák 14,02                                                    | Tomáš Kavka 14,10                                                             |
| 400 m př.                              | Václav Barák 50,04                                                       | Michal Brož 50,92                                                      | Michal Uhlík 51,25                                                            |
| 3000 m př.                             | Milan Kocourek 9:04,13                                                   | Martin Kučera 9:05,42                                                  | Lukáš Olejníček 9:05,83                                                       |
| 4 × 100 m                              | Jan Feher Rostislav Šulc Vojtěch Šulc Ondřej Benda Spartak Praha 4 40.10 | Michal Čada Lukáš Šťastný Pavel Maslák Petr Lichý Dukla Praha 40.47    | Marek Bakalár Ivo Krsek Matyáš Myškovský Tomáš Nešvera TEPO Kladno 41.98      |
| 4 × 400 m                              | Petr Lichý Pavel Maslák Jakub Holuša Daniel Němeček Dukla Praha 3:05.31  | Tomáš Krupka Martin Čapek Tomáš Pelc Václav Barák Slavia Praha 3:10.61 | Matěj Pavlíček Matěj Blahůt Michal Brož Miroslav Burian Dukla Praha B 3:11.37 |
| Skok do výšky                          | Jaroslav Bába 2,20 m                                                     | Josef Skrčený 2,11 m                                                   | Martin Heindl 2,11 m                                                          |
| Skok o tyči                            | Jan Kudlička 5,45 m                                                      | Lukáš Bechyně 5,35 m                                                   | Michal Balner Adam Pašiak Lukáš Posekaný všichni 5,20 m                       |
| Skok daleký                            | Roman Novotný 8,05 m                                                     | Štěpán Wagner 7,90 m                                                   | Radek Juška 7,71 m                                                            |
| Trojskok                               | Martin Vachata 15,46 m                                                   | Stanislav Sajdok 15,34 m                                               | Jiří Vondráček 15,18 m                                                        |
| Vrh koulí                              | Ladislav Prášil 19,79 m                                                  | Antonín Žalský 19,64 m                                                 | Vladislav Tuláček 18,63 m                                                     |
| Hod diskem                             | Igor Gondor 59,51 m                                                      | Marek Bárta 58,21 m                                                    | Tomáš Voňavka 57,55 m                                                         |
| Hod kladivem                           | Lukáš Melich 78,22 m                                                     | Michal Fiala 68,89 m                                                   | Miroslav Pavlíček 63,52 m                                                     |
| Hod oštěpem                            | Vítězslav Veselý 81,15 m                                                 | Petr Frydrych 79,10 m                                                  | Jakub Vadlejch 72,42 m                                                        |
| Desetiboj Stará Boleslav 19.–20.5.2012 | Marek Lukáš 7448 bodů                                                    | Pavel Baar 7282 bodů                                                   | Michal Štefek 7123 bodů                                                       |
| 20 km chůze Poděbrady 21.4.2012        | Karel Ketner 1:28:12                                                     | Lukáš Gdula 1:33:21                                                    | Pavel Schrom 1:35:35                                                          |

### Ženy
| Soutěž                                | Zlato                                                                                    | Stříbro                                                                               | Bronz                                                                              |
| 100 m                                 | Kateřina Čechová 11,32                                                                   | Barbora Procházková 11,69                                                             | Iveta Mazáčová 11,78                                                               |
| 200 m                                 | Kateřina Čechová 23,45                                                                   | Zuzana Hejnová 23,93                                                                  | Barbora Procházková 24,22                                                          |
| 400 m                                 | Jitka Bartoničková 52,72                                                                 | Lenka Masná 53,02                                                                     | Jana Slaninová 54,39                                                               |
| 800 m                                 | Sylva Škabrahová 2:08,29                                                                 | Dana Šatrová 2:08,94                                                                  | Diana Mezuliáníková 2:09,19                                                        |
| 1500 m                                | Tereza Čapková 4:12,49                                                                   | Lucie Sekanová 4:24,31                                                                | Lucie Špatenková 4:38,53                                                           |
| 5000 m                                | Květoslava Pecková 16:51,86                                                              | Kristiina Sasínek Mäki 17:08,16                                                       | Monika Preibischová 17:19,62                                                       |
| 10 000 m Hradec Králové 5. 5.2012     | Ivana Sekyrová 35:12,47                                                                  | Květoslava Pecková 35:40,92                                                           | Monika Prebischová 36:17,78                                                        |
| 100 m př.                             | Lucie Škrobáková 13,40                                                                   | Zuzana Hejnová 13,47                                                                  | Jana Sotáková 13,75                                                                |
| 400 m př.                             | Denisa Rosolová 54,38                                                                    | Zuzana Bergrová 56,67                                                                 | Kateřina Hálová 59,30                                                              |
| 3000 m př.                            | Michaela Drábková 10:42,72                                                               | Helena Tlustá 10:43,80                                                                | Petra Kubešová 10:55,77                                                            |
| 4 × 100 m                             | Barbora Procházková Martina Schmidová Klára Seidlová Pavlína Humpolíková USK Praha 45.80 | Iveta Mazáčová Veronika Vojtíková Monika Táborská Kateřina Čechová Olymp Praha 46.03  | Martina Černochová Pavla Hřivnová Eliška Moravcová Markéta Mrňová Olymp Brno 47.27 |
| 4 × 400 m                             | Eliška Kutrová Denisa Prokešová Sylva Škabrahová Kamila Němcová Olymp Brno 3:52.49       | Petra Sotonová Žaneta Sovadinová Helena Jiranová Karolína Novotná Sokol Kolín 3:57.51 | Petra Muzikantová Michaela Palová Nicol Janeková Kateřina Hálová AK Zlín 3:57.53   |
| Skok do výšky                         | Romana Dubnova 1,82 m                                                                    | Nikola Pařilová, Nela Severová 1,75 m                                                 | xxx                                                                                |
| Skok o tyči                           | Monika Chlebíková 3,65 m                                                                 | Nikol Jiroutová 3,65 m                                                                | Kateřina Valová 3,65 m                                                             |
| Skok daleký                           | Eliška Klučinová 6,17 m                                                                  | Lucie Májková 6,12 m                                                                  | Anna Švecová 6,07 m                                                                |
| Trojskok                              | Lucie Májková 13,60 m                                                                    | Martina Šestáková 12,74 m                                                             | Klára Michalská 12,64 m                                                            |
| Vrh koulí                             | Jana Kárníková 16,13 m                                                                   | Markéta Červenková 15,60 m                                                            | Romana Grómanová 14,24 m                                                           |
| Hod diskem                            | Eliška Staňková 56,19 m                                                                  | Věra Cechlová 55,65 m                                                                 | Jitka Kubelová 51,96 m                                                             |
| Hod kladivem                          | Tereza Králová 68,19 m                                                                   | Kateřina Šafránková 65,62 m                                                           | Kristýna Kroužková 62,01 m                                                         |
| Hod oštěpem                           | Barbora Špotáková 64,40 m                                                                | Irena Šedivá 55,82 m                                                                  | Jarmila Klimešová 54,88 m                                                          |
| Sedmiboj Stará Boleslav 19.–20.5.2012 | Markéta Malariková 5352 bodů                                                             | Aneta Komrsková 5135 bodů                                                             | Alena Galertová 5087 bodů                                                          |
| 20 km chůze Poděbrady 21.4.2012       | Lucie Pelantová 1:34:26                                                                  | Zuzana Schindlerová 1:36:11                                                           | Hana Herberová 1:55:00                                                             |